# Махіто
Махіто (яп. 真人) — вищий за вагою титул у системі «вісьмох кабане» ранньосередньовічної Японії, якими імператорський двір наділяв представників правлячої династії у періоди Асука, Нара і Хейан. Також махіто входив до посмертної титулатури імператора. Махіто перекладається як «досконала особа» (на кшталт принца крові середньовічної Європи).

## Характеристика
Запроваджено разом з іншими титулами імператором Темму внаслідок реформи 684 року. Своє походження веде від китайського терміна «чженжен» з даоської книги «Чжуан-цзи». У впровадженні махіто відбилося захоплення Темму даосизмом. Надавався лише ближчим членам імператорської родини, тобто навіть не кожен з принців його мав. Насамперед отримували ті, що мали статус імператорських принців.
За доби Хейан цей титул поступово втратив політичне значення, ставши дочесним додатком до прізвища. З 802 року його також в якості виключення стали надавати вищій знаті, що мала родинні стосунки з імператорською династією — кланам Тадзіхі, Охара, Кійохара, Такасіна, Окінаґа, Фун'я, Накахара. Загалом 13 родам (згодом збільшилося до 48).